# Таргайський Дом Отдиха
Тарга́йський Дом О́тдиха (рос. Таргайський Дом Отдыха) — селище у складі Новокузнецького району Кемеровської області, Росія. Входить до складу Сосновського сільського поселення.

## Населення
Населення — 342 особи (2010; 319 у 2002).
Національний склад (станом на 2002 рік):
- росіяни — 92 %